# Hein Verbruggen
Hein Verbruggen (* 21. Juni 1941 in Helmond; † 14. Juni 2017 in Löwen) war ein niederländischer Sportfunktionär.

## Biographie
Seit 1979 übernahm Verbruggen verschiedene Funktionen im Radsport. Von 1984 bis 1991 war er Vorsitzender der Fédération Internationale du Cyclisme Professionel (FICP). Anschließend kamen 14 Jahre als Vorsitzender der Union Cycliste Internationale (UCI), dem Weltradsportverband. Im September 2005 trat er zurück, als Nachfolger wurde der von ihm protegierte Pat McQuaid gewählt. Verbruggen blieb zunächst Vizepräsident und wurde später Ehrenpräsident der UCI. Unter seiner Schirmherrschaft kam die UCI ProTour zustande. Trotz dieser umstrittenen Reform ist er zum Ehrenvorsitzenden ernannt worden. Ebenso war er seit 1996 Mitglied des Internationalen Olympischen Komitees (IOC). Er war unter anderem Teil der Koordinationskommission der Olympischen Spiele 2004 in Athen. 
2004 übernahm er den Vorsitz der Sport-Weltverbände (GAIFS) geschäftsführend vom Südkoreaner Un-Yong Kim, nachdem dieser wegen Korruption verurteilt worden war. 2007 wurde Verbruggen als Präsident im Amt bis 2011 bestätigt. Er war Vorsitzender der Koordinierungskommission für die Olympischen Spiele 2008. Bereits 1999 sagte der Verbruggen allerdings:
„Wenn die Leute damit zufrieden wären, dass die Tour de France mit 25 km/h gefahren wird, gäbe es kein Doping-Problem. Wenn man aber 42 km/h will, gibt es nur einen einzigen Weg, das zu erreichen: Mit Doping ... Dies ist das grundsätzliche Problem, das sich mit entsprechenden Kontrollen minimieren, aber nicht beseitigen kann.“
Im September 2013 wurden in einem 54-seitigen Dossier schwere Korruptionsanschuldigungen gegen Verbruggen und seinen Nachfolger im Amt des UCI-Präsidenten, McQuaid, erhoben: Durch Zeugen und Dokumente sei belegt, dass man von einem Teameigner 250.000 € verlangt habe, weiterhin habe man gegen finanzielle Gegenleistungen versucht, die positive Dopingprobe von Alberto Contador 2010 zu vertuschen und den im Jahr 2013 wegen langjährigem Doping gesperrten Lance Armstrong mehrfach begünstigt.
Die von der UCI nach Pat McQuaids Abwahl eingesetzte Cycling Independent Reform Commission (Abk. CIRC, en., dt.: Unabhängige Radsport Reform-Kommission) veröffentlichte am 9. März 2015 ihre Ergebnisse zur Untersuchung der Dopingverwicklungen des Verbands. Dabei ergaben sich keine Beweise für Bestechung. Die CIRC verwies jedoch auf zahlreiche Verstöße der UCI gegen das Antidoping-Reglement und gegen Good-Governance-Prinzipien während der Amtszeit von McQuaid und seines Vorgängers Verbruggen hin, insbesondere zur Begünstigung von Lance Armstrong. McQuaids im September 2013 gewählter Nachfolger Brian Cookson forderte Verbruggen auf, als Ehrenpräsident der UCI zurückzutreten. Verbruggen sah sich hingegen durch den CIRC-Report vollständig entlastet.
Am 14. Juni 2017 wurde bekannt, dass Verbruggen im Alter von 75 Jahren an den Folgen von Leukämie verstorben war.